# WKStV Unitas-Salia Bonn
Der Wissenschaftliche katholische Studentenverein Unitas-Salia Bonn zählt mit einer bis in das Jahr 1847 zurückreichenden Geschichte zu den ältesten katholischen Korporationen. In ihm wurden einige der typischen Eigenschaften katholischer Studentenvereine entwickelt. Der Verband der Wissenschaftlichen Katholischen Studentenvereine Unitas, der der älteste katholische Studentenverband und mit insgesamt ca. 6000 Mitgliedern derzeit der drittgrößte der katholischen Verbände in Deutschland ist, ging aus ihm hervor.
Der Verein änderte im 19. Jahrhundert mehrfach seinen Namen: Er wurde 1847 als Ruhrania gegründet und 1854 in Unitas umbenannt. 1875 fusionierte die Unitas mit der Salia zur Unitas-Salia. 1887 kam die Bezeichnung Wissenschaftlicher Katholischer Studentenverein hinzu.

## Gründung als Ruhrania
In der ersten Hälfte des 19. Jahrhunderts kam es zu grundsätzlichen Umwälzungen der gesellschaftlichen Vorstellungen, die die traditionellen kirchlichen Sichtweisen in Frage stellten. Dies sowie der Gegensatz zwischen dem protestantisch geprägten preußischen Staat und der katholischen Bevölkerung, der 1837 in der Verhaftung des Kölner Erzbischofs gipfelte, führte insbesondere in der Rheinprovinz zur Bildung einer Vielzahl katholischer Vereine. Da die damals bestehenden Formen studentischer Zusammenschlüsse – Burschenschaften, Landsmannschaften und Corps – keine religiösen Werte verkörperten und darüber hinaus die von gläubigen Katholiken abgelehnte Mensur pflegten, kam es 1844 an der Rheinischen Friedrich-Wilhelms-Universität zu Bonn zur Gründung der Bavaria als erster katholischer Korporation. Bedingt durch den großen Zulauf zu dieser damals neuen Form eines studentischen Zusammenschlusses entstanden im Jahr 1847 weitere katholische Verbindungen.
Am 11. Juni 1847 wurde im Gasthof Engel in der Bonner Rheingasse die Ruhrania, aus der später die Unitas hervorgehen sollte, gegründet. Der Verein nahm nur katholische Theologiestudenten auf. Er schloss sich mit der Bavaria und den Schwestervereinigungen Burgundia, Romania, Salia und Thuringia zur Union zusammen, um gegenüber den liberalen Studentenverbindungen Bonns ein größeres Gewicht zu erhalten. Die sechs Unionsmitglieder führten – damals für einen Zusammenschluss von Studenten selbstverständlich – ein rot-weiß-rotes Band, dessen Farben die Zugehörigkeit zum Erzbistum Köln demonstrieren sollten. Bereits 1848 musste sich die Ruhrania wegen des Drucks des preußischen Staates als Träger der Universität auf die Mitglieder studentischer Zusammenschlüsse offiziell wieder auflösen.
Im Sommersemester 1850 rekonstituierten ehemalige Mitglieder – insbesondere aus den Konvikten Collegium Albertinum und Collegium Leoninum – die Ruhrania. Sie verzichteten bewusst auf das Tragen von Farben, da sie das Wirken nach innen als wichtiger als das nach außen ansahen. Der Union traten sie nicht mehr bei. In den folgenden Jahren wurde der Verein grundlegend reformiert.

## Entwicklung zur Unitas
In den frühen 1850er Jahren wurde aus dem noch relativ lockeren Bund der Ruhrania, der in erster Linie durch die den gemeinsamen Glauben und das gemeinsame Studium zusammengehalten wurde, ein enger Zusammenschluss, der diese Dinge auf eine eigene Weise verwirklichte. Die rein gesellschaftlichen Unterhaltungen und das Auftreten nach außen zur Bestätigung des Katholizismus in der Öffentlichkeit, das die Union geprägt hatte, wurden weniger wichtig. Stattdessen trat die Erziehung der Mitglieder, die zum damaligen Zeitpunkt noch durchweg Theologiestudenten waren, zum gemeinsamen Leben des Glaubens und zur wissenschaftlichen Auseinandersetzung mit der katholischen Lehre in den Vordergrund. In den Statuten werden die Schutzpatrone, die Vereinsfeste sowie die Art der Pflege des Wissenschaftsprinzips festgehalten, die den Unitas-Verband bis heute prägen. Das Vereinsfest, das erstmals am 6. August 1850 in Heisterbach gefeiert wurde, entwickelte sich mit der Kombination von gemeinsamer Feier der heiligen Messe, Agape und wissenschaftlicher Morgensitzung zum höchsten Fest der Unitas.
Am 2. Februar 1854 nahm die Ruhrania den Namen Unitas an. Begründet wurde dies im Protokollbuch des Vereins von dem Theologiestudenten Ferdinand Rheinstädter mit den Worten: „Einheit im Glauben sei ja das Wesen des Katholizismus, Einheit in der Wissenschaft bestehe vor allem in der Beziehung aller unserer wissenschaftlichen Bestrebungen auf die größere Ehre Gottes und die Verherrlichung seiner heiligen Kirche, Einheit in der Freundschaft sei unsere gegenseitige Heiligung durch die wirksame Erfassung des Gedankens einer Freundschaft im Herrn.“ (zitiert nach Brenig: 110 Jahre Unitas-Salia zu Bonn, Seite 9).
1853 werden erstmals durch einstimmigen Beschluss Studenten anderer Fakultäten aufgenommen. Gleichwohl bleibt die Unitas bis 1887 eine theologische Verbindung. Nachdem die in den Jahren zuvor erarbeiteten Grundsätze am 3. März 1853 in einer neuen Satzung niedergelegt wurden, wurde im Oktober 1854 ein Altherrenverein für die Mitglieder gegründet, die ihr Studium beendet hatten und 1855 eine einmütige Erklärung aller Mitglieder abgegeben, die Unitas als Lebensbund zu betrachten. Als Wahlspruch wurde In necessariis unitas, in dubiis libertas, in omnibus caritas festgelegt. 1858 dichtete der Bonner Unitarier P. Liesen das Bundeslied des Unitas-Verbands Erschalle jetzt, du Bundessang. Am 5. März 1863 wählt die Unitas Bonn die Vereinsfarben blau-weiß-gold, die zu den unitarischen Verbandsfarben werden. Blau-weiß sind die Farben der Heiligen Maria, weiß-gold die der katholischen Kirche.

## Gründung des Unitas-Verbandes
Am 8. Dezember 1855 entstand durch die Gründung des Tübinger Tochtervereins Unitas Tübingen ein neuer Verband, der spätere Verband der Wissenschaftlichen Katholischen Studentenvereine Unitas (UV). Ursprünglich sollte ein Verein entstehen, der an zwei Orten ansässig war. Da Bonn in Preußen und Tübingen in Württemberg lag, war dies unmöglich, so dass ein Dachverband für beide Vereine gegründet wurde.

## Vereinigung mit der Salia im preußischen Kulturkampf
Im Wintersemester 1865 wurde am Bonner Konvikt die Monasteria als Kränzchen gegründet. Nach Auflösung des Konvikts durch die preußischen Behörden am 9. Juni 1875 benannte sich der Konviktsverein Monasteria in Salia um. Im Herbst 1875 vereinigten sich die beiden Vereine Unitas und Salia zur Unitas-Salia. Die Prinzipien, Vereinspatrone und Satzung der Unitas wurden genauso übernommen wie die bisherige Mitgliedschaft im Unitas-Verband.
1874 musste sich der Altherrenverein auf Druck der Behörden auflösen. Die Aktivitas konnte aber weiterbestehen.
Nachdem der Verband 1871 beschlossen hatte, dass für die Aufnahme von Nichttheologen keine Einstimmigkeit mehr erforderlich sei, wurden vermehrt Studenten anderer Fakultäten Mitglied der Unitas. Diese Maßnahme stellte für die Unitas während des preußischen Kulturkampfes als positiv heraus, da in den Jahren 1880/81 die meisten Theologiestudenten die Universität Bonn verließen. Die theologische Fakultät der Universität Bonn, die noch 20 Jahre vorher 240 Studenten zählte, umfasste nur noch 45 Studenten. Mit Nachlassen des staatlichen Druckes nahmen die Studentenzahlen ab 1882 wieder zu, die Aktivenzahlen des Vereins ebenfalls. Als 1887 alle Theologiestudenten verpflichtet wurden im wieder eröffneten Konvikt zu wohnen, war die Unitas-Salia als theologische Verbindung in ihrer Existenz bedroht. Sie wandelte sich daher in einen wissenschaftlichen katholischen Studentenverein um, in dem Mitglieder aller Fakultäten gleichberechtigt sein sollen. Trotzdem blieben die Mitgliederzahlen noch relativ niedrig und stiegen erst zehn Jahre später wieder an. Vor allem in der Altherrenschaft dominierten noch lange die Theologen, die noch 1907 175 von insgesamt 297 Alten Herren ausmachten.

## Unitas-Salia im 20. Jahrhundert
In den Jahren kurz vor dem Ersten Weltkrieg wurden mehrere Tochterkorporationen gegründet. Schließlich konnte 1913 der 1874 aufgelöste Altherrenverein auch offiziell wiederbegründet werden.
Die Unitas-Salia hatte lange Zeit kein eigenes Haus. Vereinssitzungen wurden in Gaststätten, Privaträumen und auch in kirchlichen Räumen abgehalten. Erst 1907 wurde ein Hausbauverein gegründet, da Unitas-Salia inzwischen die einzige katholische Korporation ohne Verbindungshaus in Bonn war. 1911 wurde das Haus Bachstraße 57 gekauft.
Während des Ersten Weltkriegs kam das Vereinsleben weitgehend zum Erliegen. Drei Mitglieder der Unitas-Salia starben als Soldaten.
Nach dem Ende des Krieges begannen wieder mehr junge Menschen ein Studium, so dass das Vereinsleben wieder aufblühte. Die Meinungsverschiedenheit in der damaligen Studentenschaft, ob die Republik als neue Staatsform zu begrüßen sei, oder der alte monarchische Staat zurückgewünscht wird, ging auch durch die Unitas. Der Wunsch nach einer stärker nationalen Ausrichtung sowie nach dem Tragen von Couleur als äußerem Zeichen wurde allerdings von den Saliern wie von der Mehrheit des Unitas-Verbands abgelehnt. Die Tochterkorporation Sigfridia trat allerdings deswegen aus dem Unitas-Verband aus und dem neu gegründeten Ring katholischer Deutscher Burschenschaften bei.
1930 wurde das bisherige Haus verkauft und das heutige Haus in der Luisenstraße gekauft.
Nachdem ab 1933 das unitarische Vereinsleben in seiner spezifisch katholischen Ausprägung immer mehr erschwert wurde, wurde die Unitas-Salia 1938 durch die Gestapo als staatsfeindliche Organisation verboten. Das Vermögen des Vereins, insbesondere das Haus, wurde durch den nationalsozialistischen Staat eingezogen und jegliche Vereinstätigkeit unterbunden.
1946 wurde die Gruppe St. Georg der Katholischen Studentengemeinde Bonn gegründet, der Mitglieder der Unitas beitreten. Daher konnte 1947 das 100. Stiftungsfest gefeiert werden. 1949 wurde wieder der alte Name Unitas-Salia angenommen. Am 5. Mai 1954 erhielt die Unitas-Salia ihr Haus zurück. Später wurde noch das Nachbarhaus dazugekauft.

## Tochtervereine
- 1855 gründeten Bonner Unitarier die Unitas Tübingen.
- 1859 gründeten Bonner und Tübinger Unitarier gemeinsam die Unitas Münster.
- 1905 wurde die Tochterkorporation Unitas-Alania gegründet, die 1908 aus dem Unitas-Verband austrat und heute als KDStV Alania Bonn im Cartellverband firmiert.
- 1910 wurde die Tochterkorporation Unitas-Sigfridia gegründet, die 1924 zum RKDB übertrat.

## Bedeutende Mitglieder
- Michael Brand (* 1973), Politiker (CDU), Mitglied des Bundestages
- Antonius Hubert Kardinal Fischer (1840–1912), Erzbischof von Köln
- Franz Hülskamp (1833–1911), Autor des Soester Programms der Zentrumspartei, Mitbegründer der Görres-Gesellschaft
- Friedrich Ludger Kleinheidt (1830–1894), Generalvikar von Köln
- Wilhelm Kratz (1905–1986), Politiker (CDU), Landtagspräsident des Saarlandes
- Joseph Godehard Machens (1886–1956), Bischof von Hildesheim
- Heinrich Pesch (1854–1926), Begründer des Solidaritätsprinzips der katholischen Soziallehre
- Robert Schuman (1886–1963), Ministerpräsident und Außenminister von Frankreich, erster Präsident des Europäischen Parlaments
- Joseph Heinrich Peter Vogt (1865–1937), Bischof von Aachen
- Hugo am Zehnhoff (1855–1930), preußischer Justizminister